# ناقصة جرداء
ناقصة جرداء (الاسم العلمي:Amorpha glabra) هي نوع من النباتات يتبع جنس الناقصة من الفصيلة البقولية.